# 大瀧詠一
大瀧 詠一、大滝 詠一（おおたき えいいち、本名：大瀧 榮一、1948年7月28日 - 2013年12月30日）は、日本のミュージシャン。
シンガーソングライター、作曲家、アレンジャー、音楽プロデューサー、レコードレーベルのオーナー、ラジオDJ、レコーディング・エンジニア、マスタリング・エンジニア、著述家、元Oo Records取締役など、多くの顔を持つ。福生の仙人と言う異名を持つ。

## 生涯

### 生い立ちと学生時代
岩手県江刺郡梁川村（のちの江刺市、現在の奥州市）生まれ。母子家庭で育ち、母親が公立学校の教師だったため、小学校・中学校でそれぞれ転校を経験している（小学生の頃には江刺から遠野。中学生時代には遠野から釜石）。
小学5年の夏、親戚の家で聴いたコニー・フランシスの「カラーに口紅」(Lipstick On Your Collar) に衝撃を受けて以降、アメリカンポップスに傾倒。中学入学後ラジオクラブに入り、ラジオを自作し、米軍極東放送 (FEN) やニッポン放送の番組を聴くようになる。間もなくレコード収集を始め、エルヴィス・プレスリーやビーチ・ボーイズなどの音楽を分析的に聴くようになり、独自の研究を深める。
そのため、1962年夏から1966年までにチャートインした曲はすべて覚えているというほど精通している。同時期には小林旭や三橋美智也なども好んで聞いていた。特にクレージーキャッツの植木等が歌う「スーダラ節」には非常に影響を受けたとされる。
1964年、岩手県立花巻北高等学校に入学。下宿で一人暮らしをするが、学費を全部レコードにつぎ込んでいたために学費未納により1年で退学させられ、岩手県立釜石南高等学校（現：岩手県立釜石高等学校）に編入。入学直前、FENでビートルズを知り、以降リバプール・サウンド全般を買いまくっていた。釜石南高編入後、初めてバンドを組む。「スプレンダーズ」というバンドでドラムを担当。本来ならコミックバンドをやりたかったが同志が見つからず、やむなくビートルズタイプのバンドを組んだ。メンバーには現在釜石市にある鉄の歴史館館長を務める佐々木諭がいた。
1967年に上京、小岩の製鉄会社に就職するも、出社約20日、在籍期間3か月で退職。その数日前、船橋ヘルスセンターで会社の慰安会があり、余興でビートルズの「ガール」をアカペラで歌ったところ、上司から「うん、キミはこういう所にいるべき人間ではない」と諭されたという。同年夏に、布谷文夫と知り合い「タブー」というバンドを結成。ドラムを担当していたが、同年末に解散。
1968年に早稲田大学第二文学部に入学。布谷を通じて交友があった中田佳彦から細野晴臣を紹介されて意気投合。なお両者の初対面は細野の家に大瀧が招かれる形で行われた。その際、細野が"腕試し"としてヤングブラッズの「ゲット・トゥゲザー」（シングル盤）を見えるように置いておいた。部屋に入りしなの大瀧がそれに気付き「おっゲット・トゥゲザー」と言い、細野を感心させた。その後、大瀧・中田・細野の3人で定期的にポップスの研究会を開く。1969年、細野が参加していたバンド「エイプリル・フール」の解散直前に、細野と松本隆によって計画されていた新バンドに加入を要請され受諾。

### 1970年代
「ヴァレンタイン・ブルー」は翌1970年「はっぴいえんど」に改名し、アルバム『はっぴいえんど』でデビュー。この時期、「新宿プレイマップ」での座談会（日本語ロック論争）に参加。
はっぴいえんど活動中の1971年にソロ活動を開始し、アルバム『大瀧詠一』（1972年）を発表。はっぴいえんど解散後はソロ活動に移行せず、当時のシンガーソングライターとしては異例であるCMソングの制作と、ごまのはえ、布谷文夫など若手のプロデュースを始める。
この頃、1972年発売の山下達郎の自主制作アルバム『ADD SOME MUSIC TO YOUR DAY』を偶然耳にした伊藤銀次が大瀧宅に『ADD SOME MUSIC TO YOUR DAY』を持参し、アルバムを聞いて山下のボーカルを耳にした大瀧はアルバムに連絡先が記載されていたので連絡を取り山下を自宅に招く。アメリカのポップス好きという共通の趣味を持つことから意気投合し、「はっぴいえんどの解散コンサートでコーラスを手伝ってもらえないか？」と依頼したことが山下がプロデビューする切っ掛けとなる。伊藤銀次が山下の自主制作アルバムを大瀧宅に持参したことが切っ掛けだったが、最終的に山下達郎のプロデビューの切っ掛けは大瀧との出会いであることから山下達郎を見出だした人物といえる。その後山下との交流は大瀧が他界する2013年まで続いた。
1974年9月には自らが作詞・作曲・編曲・プロデュース・エンジニア・原盤制作・原盤管理などをこなすプライベートレーベル「ナイアガラ・レーベル」を設立し、エレックレコードと契約。翌1975年にははっぴいえんど解散後初となるソロアルバム『NIAGARA MOON』を発表。また、ラジオ関東（現在のアール・エフ・ラジオ日本）で、DJをつとめる番組『ゴー・ゴー・ナイアガラ』を開始し、学生層のコアなファンを獲得するなど、精力的にソロ活動を開始するが、その矢先、エレックレコードが事業縮小し、契約破棄される。
1976年、日本コロムビアにナイアガラごと移籍。その際の契約は福生45スタジオに当時最新鋭の16チャンネルのマルチトラックレコーダーを提供してもらう代わりに、3年でアルバム12枚を製作するという内容だった。後に「3年間何処にも出ないでスタジオにこもりっきりだった」、「3年間での激務は笛吹銅次(エンジニアとして別名)のエンジニアで、歌を作ったり詞を書くのは得意ですが、エンジニアは素人ですから」とコロムビア所属のハードな契約を結んだ3年間を振り返っている。
『NIAGARA TRIANGLE Vol.1』『GO! GO! NIAGARA』『NIAGARA CM SPECIAL Vol.1』はヒットを記録したものの、趣味性の強すぎる楽曲が災いして以降作品の完成度と裏腹に売上が低迷。1977年の『NIAGARA CALENDAR』はチャート入りさえしなかった。
1978年の『LET'S ONDO AGAIN』を最後にコロムビアとの契約を解消。福生45スタジオの機材も売却。ナイアガラレコードも休業状態に陥る。以降レコードの販売権の契約が残っている2年間の間、ソロ作が発表できない状況に陥る。この年にはアルバムを3作しか作っておらず、本来ならばもう1枚作らないといけない契約になっていたための自主規制であり、1980年にコロムビア主導で『TATSURO YAMASHITA FROM NIAGARA』が発売された時には安堵したという。

### 1980年代前期
1979年からプロデュース業を手掛け、翌1980年にプロデュースの仕事で出入りすることが多かったCBS・ソニーに移籍。旧友である松本隆と組んで、ナイアガラサウンドの集大成となる作品のレコーディングに取り掛かる。このレコーディングの最中に、女性向きと考えた「さらばシベリア鉄道」を太田裕美に提供。同曲は大瀧の曲で初めてのヒットシングルになった。
1981年3月に『A LONG VACATION』を発表。当初は売上が低迷していたが、徐々にセールスを伸ばし(大滝曰く「演歌の様な売れ方」)、夏にはチャート2位を記録。「第23回日本レコード大賞・ベストアルバム賞」を受賞。同年7月にリリースされた西城秀樹のアルバム「ポップンガール・ヒデキ」に収録されている「スポーツ・ガール」「ロンサム・シティー」を提供。（作詞は松本隆）1983年まで精力的に楽曲提供・プロデュースを続け、松本とコンビでの松田聖子の シングル『風立ちぬ』で初のチャート1位を記録。うなずきトリオのシングル「うなずきマーチ」では大滝作詞曲で初のチャート入りを果たすなど、多くのアイドルソング・コミックソングを手掛け一躍名声が高まる。森進一の『冬のリヴィエラ』では歌謡曲の王道路線歌手の幅を拡げるポップス楽曲を提供し歌手の新たな側面を開拓。
1984年のアルバム『EACH TIME』制作時に、いわゆる「曲が出なくなる」状態に陥ったことや、独自のポップス音楽の歴史を研究する中で、オリジナル作品をコンスタントに発表していく意味を見いだせなくなった大滝はこのアルバムを持って音楽制作活動の休止を決断。1985年6月のはっぴいえんど再結成ライブが最後のライブへの出演となり、同年11月シングルカットした「フィヨルドの少女」を最後に1997年まで新譜発表は途絶えた。

### 1980年代後期 - 1990年代
プロデューサー・作曲家としては80年代後半も引き続き活動、1985年には自ら大ファンであると公言する小林旭の「熱き心に」では、ポップス王道楽曲提供により、旧知のリスナーには往年のマイトガイの活躍を再び思い起こさせ、また小林の若かりし頃における銀幕の大スターとしての人気を知らない若いリスナーにも小林という存在を知らしめた。翌年には自身が少年期からのファンであるクレージーキャッツの30周年記念作を手掛け、新曲「実年行進曲」を作曲・編曲、五万節のリメイク「新五万節」を編曲（クレジットでは編々曲）した。クレージーキャッツの楽曲を数多く手掛けた萩原哲晶の愛好家でもある大瀧は萩原に敬意を表して、彼の名前を「原編曲」としてクレジットし、「実年行進曲」と「新五万節」に過去の楽曲のフレーズを挿入している。
1980年代後期以降、ナイアガラレコードの旧譜のリマスタリングや、大瀧が影響を受けた先人の音源復刻「LEGENDARY REMASTER SERIES」の監修やライナー執筆、ラジオの特別番組のDJなどを手掛ける。また、1979年から本格的に取り組み始めたポップス史の研究は、1983年に「分母分子論」としてその一端が明らかにされていたが、1991年にはそれを更に発展させた「普動説」として結実させている。
1988年に小泉今日子に提供した『快盗ルビイ』以降作曲から遠ざかっていたが、1994年からソニー・レコードのOo Recordsに取締役兼プロデューサーとして参加。翌年、さくらももこの依頼により、『ちびまる子ちゃん』のアニメ主題歌を作曲。渡辺満里奈の『うれしい予感』で7年ぶりに作曲家として復帰する。
そして1997年には12年ぶりとなる新曲『幸せな結末』を発表。月9ドラマ『ラブジェネレーション』の主題歌として制作されたこの曲はミリオンセラーを達成。当時『大滝詠一のオールナイトニッポンDX』にて1985年からの12年間について「引退していた」と語った。ちょくちょく楽曲提供やプロデュース業はしていたので、歌手としては引退していたと言う事になる。『幸せな結末』に続き、市川実和子のシングル「ポップスター」のプロデュースも手掛ける。

### 2000年代 - 2010年代
2000年代に入ると再び旧譜のリマスタリング、音源復刻監修を再開。また昔の自分のラジオ番組をリマスターして再放送したり、昔の自分のラジオ番組の新シリーズを開始するなど、独自の試みを行うようになった。
2003年には6年ぶりのシングル『恋するふたり』を発表。月9ドラマ『東京ラブ・シネマ』主題歌としてヒットする。また、竹内まりやのアルバム『Longtime Favorites』でフランク・シナトラ & ナンシー・シナトラの「恋のひとこと」(SOMETHING STUPID) をデュエット。これらが最後の作品発表となった。
2004年末には自宅にマスタリング用の器材を導入、福生45スタジオが復活。2005年から最後のリマスターとしてナイアガラ旧譜の30周年アニバーサリー盤の発表を順次開始。2014年3月には最終作となる「EACH TIME」の発表を控えていた。またラジオ『大瀧詠一のアメリカン・ポップス伝』も佳境にさしかかっており、2014年春もしくは夏に完結し、本命であるイギリスのポップス伝に移行するものと目されていた。
2005年、とんねるずの新曲の企画が立ち上がり、作詞に糸井重里を起用した『ゆうがたフレンド (USEFUL SONG) 』が制作されたが、とんねるずサイドが希望していたイメージと相違したことから未発表となる。この曲の制作にあたり、2005年12月12日に本人による歌唱も録音されており、これが大瀧最後の公式歌唱レコーディング音源となっている。
2011年3月11日に起きた東日本大震災後には、地元の同級生に電話を掛けて安否確認をする等、震災にあった地元に思いを寄せ続け、被災者となった同級生にサインを入れた自身のCDを贈っている。

### 65歳での急死
2013年12月30日 17時50分頃、東京都西多摩郡瑞穂町の自宅で家族と夕食後のデザートにリンゴを食べている時に倒れ、救急搬送された。警視庁福生警察署などによると、家族は「リンゴを食べていてのどに詰まらせた」と説明していたという。救急隊がかけつけた時は既に心肺停止状態であり、病院に搬送後19時頃に死亡が確認された。死因は解離性動脈瘤とされた（報道では発症部位など詳細については発表されていない）。65歳没。
突然の訃報は音楽関係者に大きな衝撃を与え、佐野元春、山下達郎、大貫妙子、吉田美奈子、桑野信義らが追悼のコメントを発表した。また長年の盟友だった松本隆は自身のTwitterにて「北へ還る十二月の旅人よ」と大瀧の曲「さらばシベリア鉄道」にかけた追悼の辞を捧げている。
2014年1月4日、都内で葬儀が営まれ、約100人の関係者が参列した。式場には未発表である自身の声による「夢で逢えたら」が流され、遺体を納めた柩ははっぴいえんどメンバーだった松本隆、鈴木茂、細野晴臣の3人らによって抱えられた。また、多くのスタッフ・関係者からの要望により、アルバム『A LONG VACATION』の発売日で、最後のアルバム『EACH TIME 30th Anniversary Edition』の発売日でもあった3月21日に「お別れの会」が執り行われ、一般参列者向けの献花台も設けられた。
先述の『EACH TIME 30th Anniversary Edition』発売を前に、3月19日からは過去音源のiTunes Storeにおける一斉配信がスタートし、その中には廃盤になり入手困難となっていたシリア・ポールによる「夢で逢えたら」のカバーや単独でCD販売されていなかった『DEBUT』、30周年リイシューから除外された『LET'S ONDO AGAIN』といった貴重な音源も含まれている。ただし周年CD化記念時のボーナス・トラック類は除外され、オリジナル収録曲のみの内容となっている。
お別れ会の場で、妻から最期の言葉が「ママありがとう」だったことが明かされ、直後に意識を失い、チアノーゼも起こしていたという。救急隊の到着まで心臓マッサージを続けた（妻は看護師だった）が、意識を取り戻すことがなくそのまま死亡したと臨終の状況が明かされている。続けて「当日会話をしたのは20分ぐらいだったと思います。今では会話のすべてが遺言となってしまいました。本来ならば、12月末は大好きな落語を聴いて、スタジオの整理、片付けをしている姿があったのですが、昨年はありませんでした。亡くなる最後に『ありがとう』と言ってくれたのは、これまで主人を支えて見守ってくださった方々、またファンの方々に私から一言お礼を述べてほしいということだったと思います。この場をお借りしまして、本当にありがとうございました」と深々とお辞儀をした。

### 死後
死後約1年経った2014年12月3日には生前に山下達郎へ構想を語っていたオールタイム・ベスト『Best Always』が発売。これには大瀧が密かにレコーディングしていた「夢で逢えたら」のセルフカバーが収録。大瀧の歌声による「新作」が発売されるのは実に11年ぶりとなった。また、発売が望まれていた『Niagara CD Book II』も遅れて2015年3月21日に発売された。
2020年10月1日からは、出身地に近い東日本旅客鉄道（JR東日本）東北新幹線水沢江刺駅において、「君は天然色」をアレンジしたものが発車メロディとして使用されている。
2021年3月21日、ナイアガラ・レーベルにおけるソロ名義の全楽曲のサブスクリプションを解禁。またYouTubeでは「君は天然色」のミュージック・ビデオが同年3月3日 12:00に公開された。これは『A LONG VACATION』のリリース40周年を記念して制作された同曲初のMV作品。同アルバムのジャケットを手掛けた永井博によるイラストが立体的に表現された映像で構成されており、制作は大滝の大ファンであるアニメ映像ディレクターの依田伸隆が担当した。
2023年10月25日にリリースされた松田聖子のベストアルバム『Bible -milky blue-』に「風立ちぬ（duet version）」が収録された。この音源は1981年に松田が同曲をレコーディングした際に立ち会った大瀧が遊び心で、松田の歌唱と自身の歌唱を繋ぎ合わせるエディットを施しデュエットソングに仕立てたものである。永らく表に出すことのない音源であったが、大瀧の没後10年という節目に解禁された。

## 人物・作風
1950年代から1970年代にかけてのアメリカのポップス・ロック、イギリスのリバプールサウンド、日本の歌謡曲・演芸についての豊富な知識を持ち、それらを駆使して制作される音楽トラックは、普通に聴こえても分析すると実は非常にマニアックであり、また、自作詞に関しては独特のおふざけが入っている。『ゴー・ゴー・ナイアガラ』時代にリスナーから「あなたには悩みというものがないのですか?」という投稿が送られてきたという。なお、作品はおおまかに分けると、メロディタイプといわれる歌もの、ノベルティタイプといわれるサウンド偏重ものの2種類に分かれる。
楽曲制作の綿密さを語る一例として、ある人物が大瀧に「あの曲は3つの曲からの剽窃ですね」と指摘し訊ねたところ、「その3つと、あと2曲の5曲からできてるけど、君は3曲しかわからなかったんだ」と大滝が言い返したという逸話（山下達郎がしばしばラジオでする話）や伊藤銀次がレコーディングに参加した際、有名曲のフレーズを音符を逆にして弾くのを強要されて唖然としたという。
以上の経緯から「渋谷系のように過去の作品のいいところをつまみ食いしながら楽曲を作っている」と思われがちだが、本人曰く「最終的には＋αのインスピレーションがないと曲が完成しない」とのことで、『EACH TIME』のレコーディング期には既にそのインスピレーションが尽きかけていたという。
発言に関しても独特のジョークが多々入っているのが特徴。ふざけているようで真面目だったり、真面目なようでふざけている発言を淡々とするタイプの人間であり、単純に発言を文字起こししてはいけない人物だった。特に有名なのが「2001年ナイアガラの旅」に纏わるものであり、1984年に「ミュージック・ステディ」の大滝詠一特集で「1988年に『ナイアガラトライアングル Vol.3』、1989年に『ナイアガラカレンダー '89（復刻版）』、1991年にはソロでの新作『1991』でレコード番号も1991を予約。1994年には『ナイアガラトライアングル Vol.4』、2000年に『ナイアガラトライアングルVol.5』、2001年に再びソロの新作として『2001年ナイアガラの旅』を発表、以上を予定している」という発言。この発言を真に受けて泣いたファンは数多い。1990年代までは同様の発言を繰り返していたが、大瀧にその気は全くなく、山下達郎などに、いざ追及される側になると「予定は未定だからね」「それより君の作品はどうなの?」とはぐらかしたり、新曲と称してドラムのカウント部分だけをレコーディングしたものを放送したりしていた。
また、他者への提供曲のセルフカバーを発表することに消極的で、ラジオ番組でリスナーにあるかどうか問われても、ないと上手くその存在をうやむやにしていた。また、出しても歌詞を改作したり、新たなメロディーを追加して発表する例が多かった。
当初から他者への提供曲として製作されたものに限定すれば、歌詞の改作をしなかったセルフカバーは、沢田研二の「あの娘にご用心」だけであり、セルフカバーを作った理由も「曲数が足りなかったから」という不本意なものだった。
それ以外ではスラップスティックの「デッキ・チェア」を歌詞を新たに松本隆に依頼し「スピーチ・バルーン」として、「海辺のジュリエット」は歌詞を新たに松本に依頼しただけでなく、新たにサビの部分のパートを作り「恋するカレン」としてセルフカバーされている。
「さらばシベリア鉄道」は自身の曲として製作中に太田裕美への提供を思いつき、それを実行したもので、2015年3月29日にNHK BSプレミアムで放送された「大瀧詠一ソングブック」で太田が、アルバム録音中にディレクターが同じ（白川隆三）だったこともあり、同時期に同じスタジオの別ブースで録音中だった大滝の元に挨拶に行った時に「太田裕美に良いじゃないかと思う曲がある」と言われ提供されたと「さらばシベリア鉄道」提供の経緯を語っている。偶然にも「木綿のハンカチーフ」と同じ松本隆作詞で女性詞と男性詞が交互に出て来る構成の歌詞だった。
「Bachelor Girl」は一旦自身の録音が完成しながら歌詞の内容への疑問から発表を見送り、疑問点が解決した後で稲垣潤一に提供したため、結果的に自身のバージョンがセルフカバーとして発表された経緯がある。
「夢で逢えたら」は生前、セルフカバーのマスターテープの存在は家族にしか明かしておらず、死後、関係者がスタジオの整理をしている中、本人がないと言っていたセルフカバーのテープが次々発見されCD化されている。
自身のラジオ番組で、自分の作品を特集する場合は「我田引水くんにお願いする」というように別名を用いて大滝詠一として直接自分の作品を取り上げない演出をしていた。
松任谷正隆曰く、今田耕司を1000倍暗くしたのが大滝詠一とのこと（「FUN」より）。
デモバージョンは詞先の楽曲のデモは提供された歌詞を歌うが、曲先の作品は殆ど仮詞は付けず鼻唄でメロディーを歌って提出している。『A LONG VACATION 40th Anniversary Edition』のDisc-2の『Road to A LONG VACATION』にて1978年から3年間に出した曲のデモバージョンがそれぞれ一部収録されて聞くことができる。
大瀧曰く「デモをガッチリ作ると本番が駄目になる」、「その形に囚われてしまう」と鼻唄(本人曰くフニャフニャ)メロディーのデモを製作する。
なお、『A LONG VACATION』収録曲の「Velvet Motel」は当初「Summer Breeze」のタイトルでアン・ルイスに書いていた曲で、「A LONG VACATION 40th Anniversary Edition」のDisc-2の『Road to A LONG VACATION』で仮詞か正式に提供する歌詞だったかの言及はなかったが、大瀧による歌詞が付いているデモテープの一部が公開された。

### 主な別名・変名
独特のおふざけは数多くの変名にも反映されている。最初に名乗ったのは「ちぇるしぃ」で、大瀧がフォーク時代の細野晴臣と一緒に、「細野晴臣＋α」名義でステージに上がった際に、ジョニ・ミッチェルの「チェルシーの朝 (Chelsea Morning)」を歌ったところ、観客の中にいた「ジョン・セバスチャンとフォークロックを守る会」のメンバーから「チェルシー」と呼ばれるようになったのがきっかけ。
- 大滝栄一（デビュー当初のミュージシャン名。本名を常用漢字表記にしたもの）
- 大滝詠一（ミュージシャン名）
- イーチ大滝 （DJ）
- 多羅尾伴内（アレンジャー、CM音楽作曲、ピアニスト、パーカッショニスト、ドラマー、作詞家、作曲家）
- ちぇるしぃ （CHELSEA）（アレンジャー）
- 笛吹銅次（レコーディング・エンジニア、マスタリング・エンジニア。名前は吉野金次、伊藤銀次と来て次は「銅次」だということで、笛吹童子をもじったもの）
- RINKY O'HEN（アレンジャー。「臨機応変」のもじり）
- 多幸福（テレビドラマ関係者との共同ペンネーム）
- 南部半九郎（ベーシスト、タンクタンクローとハンク・ウィリアムスのもじり）
- イーハトヴ・田五三九（ドラマー）
- Jack Tones（多重録音コーラス時の一人コーラスグループ。グループ名は楽曲提供したキングトーンズと、アメリカのコーラスグループQuin-tones、The Teen Queens（英語版）から）
・宿霧十軒 (Bass)（やどぎりじゅうけん。「がんばれば愛」「Rock'n'Roll退屈男」コーラス・アレンジ、スティーヴ・マックイーン主演のTV映画「拳銃無宿」から）
・我田引水 （Baritone）
・ちぇるしぃ （1st Tenor）
・金田一幸助 （2nd Tenor、金田一耕助のもじり）
- 遠山“桜吹雪”金五郎（「お花見メレンゲ」（『NIAGARA CALENDAR』）ヴォーカル、遠山金四郎のもじり）
- 国定公園（「名月赤坂マンション」（『NIAGARA CALENDAR』）ヴォーカル、国定忠治のもじり）[注 3]
- 二宮損損（「座 読書」（『NIAGARA CALENDAR』）ヴォーカル、二宮尊徳のもじり）
- 坂本八（「お正月」（『NIAGARA CALENDAR』）ヴォーカル、坂本九のもじり）
- トランク短井（「お正月」（『NIAGARA CALENDAR』）ヴォーカル、フランク永井のもじり）
- 厚家羅漢（評論家、解説者、あっけらかん）
- 鬼野盗作（"ナイアガラ俳句友の会"）
- 馬耳東風（"信じられる耳を持つ努力をしよう会"会長）
- 吉川詠一
- ヤング大滝（ハナ肇とクレイジーキャッツ「実年行進曲」におけるクレジット）
- 桶二歌八（「邦子のアンアン小唄」スーパーバイザー）
- ニークロ大滝（「恋のナックルボール　前田幸長 Ver.」歌手名）

### レコード会社
はっぴいえんど時代を含めて、レコード会社は、インディーズ系のURC（アングラ・レコード・クラブ）→　ベルウッド・レコード（キングレコード）　→　エレックレコードを経て、日本コロムビアと移籍して行くが、ベルウッド・レコードの次はメジャーなレコード会社への移籍を考えていた。そこで東芝EMI、CBSソニー、日本コロムビアにかけあうも、CMソングのアルバムは出せないと断られ、エレックレコードには仕方なく移籍するということになった。そのため、発売されたレコードにエレックのマークが載るのも、「いやでしたねぇー。裏も表もいれられた時は、あんないやなことはなかったね。もうあの字だけは避けたいとずっと思ってた。URCの頃は、まだレコード会社を知らなかったし、初めてレコード出たところですから。レコード盤になったというだけで喜んでましたけど、まあ、エレックだけは行きたくない会社でしたね。はっきりいって（笑）」と語っている。

### リズムへの傾倒
ソロになって以降、ノベルティタイプの楽曲を製作する中で数多くのリズムを導入。特にメレンゲ（ドミニカ共和国のダンスミュージック）（英語版）は気に入ったようで、数度曲名にも使用されている。また、ニューオリンズのガンボミュージックに関しても日本においては、かなり早い時期に着目。細野晴臣に勧めて、細野のキャリアに強い影響を与えている。
だが、最終的に日本のダンスミュージックなら音頭だろうという考えに辿り着き、音頭を積極的に発表するようになった。この考えに辿り着くまでは紆余曲折あり、きっかけは1973年に伊藤銀次から薦められた中原弓彦（小林信彦）の『日本の喜劇人』を読み、日本の喜劇史に興味を持ったこと。その後、大瀧は『ゴー・ゴー・ナイアガラ』時代に事務所に集うナイアガラマニアの若者に同書を必読書として勧めていた。その影響もあり、「音頭を作っては?」というハガキがラジオに送られてくるようになり、前々から興味としてはあったものを実行に移した。
その後もコンスタントに音頭を製作。代表的なものに「ナイアガラ音頭」（アルバム『NIAGARA TRIANGLE Vol.1』収録）、「クリスマス音頭」（アルバム『NIAGARA CALENDAR』収録）、「ビックリハウス音頭」、片岡鶴太郎の『スリラー音頭』と『ビート・イット音頭』や角川博の「うさぎ温泉音頭」、更に金沢明子の「イエロー・サブマリン音頭」（編曲: 萩原哲晶）のプロデュース等がある。

### レコーディング・エンジニアとして
1973年から1979年まではレコーディング・エンジニア、ミキサー笛吹銅次としても活動。名前は吉野金次、伊藤銀次と来て次は「銅次」だということで、笛吹童子をもじったもの。
また、1974年にははちみつぱい唯一のシングル盤「君と旅行鞄（トランク） / 酔いどれダンスミュージック」にもレコーディング・エンジニアとして参加している。
福生45スタジオを拠点にしていたこともあり、ソニー移籍後はエンジニア業から一旦離れたが、2000年代以降はラジオ番組をリマスタリングするようになり、2004年には福生45スタジオをリマスタリングの場として活用。
その後発表された30th Anniversary盤は、久々に笛吹銅次がエンジニアを手掛けている。
過去の作品は全て大瀧がエンジニアをしていると誤解されていることが多いが、ソニー移籍後はCD制作に関しては吉田保を中心とした外部のエンジニアを起用した。その他の音源に関してはその限りではなく、福生45スタジオに録音テープを持ち帰り、自らオーバーダビングする作業を度々行なっていた。『幸せな結末』のストリングスバージョン等は福生45スタジオで制作されたものである。

### メディア出演
テレビ嫌いとして知られており、はっぴいえんど時代こそ数度テレビ出演したものの、ソロになって以降は1970年代のエレック-コロムビア時代に歌番組以外の取材・インタビューに応じる形で数回出演しただけで、1981年にCBS・ソニーに移籍後、活動再開以降は、顔出しでテレビに出ることは全くなく、1983年3月24日の「笑っていいとも」への電話出演や、1986年10月15日放映の第6回日本作曲大賞に音声のみのコメントを残した程度であった（テレビ番組「佐野元春のザ・ソングライターズ」の佐野からの直接の出演オファーも辞退）。
ただし、「テレビに出演するのが嫌い」という意味でのテレビ嫌いで、テレビを見るのは大好きであり、1980年代後半-1990年代前半は自宅にビデオデッキが20台以上あり、それが常時動いているというほどのテレビマニアだった。主に大相撲中継を好んでいたが、テレビドラマに関しては長年興味がなく、初めて全部見たテレビドラマは「ラブジェネレーション (1997年)」だった。その後、宮藤官九郎作品にはまっていたという。
メディア出演はほぼラジオに限られる。1980年代前半まではレギュラープログラムを持っていたが、1980年代後半以降は単発的な特別番組の出演がメインになった。交友のある人物がDJ、若しくはパーソナリティを務める番組へのゲスト出演も多数あり、その中でも一番有名なのは、1984年から2011年まで山下達郎と行なっていた新春放談。この企画は当初の番組が無くなっても、交友の深いミュージシャンや音楽評論家の番組を間借りして急場をしのぎ、四半世紀以上続いた。

### 勉強家として
諸芸能を始めとした様々な分野についての深い見識を持ち、交友関係が広いことでも有名である。自身は音楽の系譜についての勉強をライフワークとしているが（『分母分子論』『ポップス伝』のように紙上・ラジオ上で、その成果を垣間みることができる）、音楽のみにとどまらず、広い分野にまで“関連性”を基底に置いて研究していることが「勉強家」と称する所以である。
大瀧と同様に、日本の大衆音楽を研究しているミュージシャンに近田春夫がいるが、近田が多数の著書を発表しているのに対し、大瀧はラジオ放送をメインの発表の場としている。

### その後の音楽界に与えた影響
ミュージシャン主導で自主レーベルを持つ、プロデュースのクレジットを入れる、CMソングをミュージシャンとして本格的に作る、シングルにカラオケバージョンを入れる等、先進的な活動を行ない、これらは後にスタンダードになっている。
また、日本のポピュラー音楽に与えた影響に少なからぬものがあり、特に、山下達郎の一部の作品、渋谷系等への影響を指摘する声もある。

## ディスコグラフィ
※オリジナル・アルバムに絞って記載。“NIAGARA TRIANGLEシリーズ”と“NIAGARA CM SPECIALシリーズ”、『LET'S ONDO AGAIN』、インストゥルメンタル・アルバムは除外。
| タイトル                         | 発売日          | オリコンチャート最高位               |
| Bellwood ⁄ KING                  | Bellwood ⁄ KING | Bellwood ⁄ KING                      |
| -------------------------------- | --------------- | ------------------------------------ |
| 大瀧詠一                         | 1972年11月25日  | 75位                                 |
| NIAGARA ⁄ ELEC                   |                 |                                      |
| NIAGARA MOON                     | 1975年5月30日   | 77位                                 |
| NIAGARA ⁄ COLUMBIA               |                 |                                      |
| GO! GO! NIAGARA                  | 1976年10月25日  | 41位                                 |
| NIAGARA CALENDAR                 | 1977年12月25日  | 60位（1996年盤、オリジナル盤は不明） |
| NIAGARA ⁄ CBS/SONY               |                 |                                      |
| A LONG VACATION                  | 1981年3月21日   | 2位                                  |
| EACH TIME                        | 1984年3月21日   | 1位                                  |
| NIAGARA ⁄ Sony Music Labels Inc. |                 |                                      |
| DEBUT AGAIN                      | 2016年3月21日   | 3位                                  |

## トリビュート・アルバム
- 『ナイアガラで恋をして Tribute to EIICHI OHTAKI』
- 『A LONG VACATION from Ladies』

## 大瀧に影響を受けた著名人
- 鈴木雅之、ラッツ&スター - 彼らがアマチュアの頃から大瀧の自宅へ行ったり親交がある。1996年の紅白歌合戦で「夢で逢えたら」を披露した時は、田代まさしの間奏の台詞に大瀧が感動し泣いていたこともあった。
- 岩﨑元是 - 元岩﨑元是&WINDYのメンバー。現在、アレンジャー、作曲家、キーボーディスト。大瀧が影響を受けたフィル・スペクターの「ウォール・オブ・サウンド」というアレンジ手法を用いている。
- 山口隆 - サンボマスターのボーカル・ギター。大瀧をリスペクトしており、対談したことがある。
- 萩原健太 - 音楽評論家、作曲家、プロデューサー。大瀧を敬愛しており、「ナイアガラ祭り」なるイベントを行っている。
- いとうせいこう - 2015年3月29日にNHK BSプレミアムで放送された「大瀧詠一ソングブック」で萩原と共にMCを務めた。
- 宮永正隆 ‐ 集英社「りぼん」編集者（83～90年）～さくらももこトータルプロデューサー兼さくらプロダクション社長（90～97年）～音楽評論家・ビートルズ大学学長（97～現在）。1983年集英社入社時から「りぼんオリジナル」読者投稿ページ"だべりんぐストリート"にてみーやん名義で大滝楽曲を紹介し、「りぼん」本誌読者投稿ページ"みーやんのとんでもケチャップ"レコードレビュー欄では80年代の大滝詠一の新譜をもれなく紹介するナイアガラ・ファン。担当漫画家の一人である柊あおいの「魔法のとけたプリンセス」扉タイトルには英語で小さく「Magic in your eys」と付記し、さくらももこに大滝作品の凄さをたっぷり啓蒙し「ちびまる子ちゃん」扉絵で12か月にわたり「ナイアガラ・カレンダー」の各曲をテーマにした事もある。91年秋からの「さくらももこのオールナイトニッポン月曜1部」では相方および選曲担当を務め、第1回の1曲目でプロモオンリー非売品だった大滝アルバム「Snow Time」収録の「夏のリビエラ」をかけ、番組を通じて大滝詠一の魅力を発信した。番組では大瀧本人がゲストで2時間出演した回もある。最終回では「夏のリビエラ」をもう一度かけ、大瀧からの音声メッセージも届いた。その間、ちびまる子を起用してのNTT夏のサンクスフェアの音楽として大瀧に旧作「レッツ・オンド・アゲン」（布谷文夫）の使用許諾を打診したところ、大瀧が同曲を新たにプロデュースして「レッツ・オンド・アゲイン」（細川たかし）が誕生した。95年アニメ版「ちびまる子ちゃん」再開時に、大瀧に主題歌をオファーし、大瀧は「うれしい予感」（渡辺満里奈）、「針切じいさんのロケンロール」（植木等）を発表した。ビートルズ大学学長としてトークライブ・執筆等の評論活動を開始した際、大瀧は「ビートルズ大学名誉教授」に就任し、現在も永久クレジットされている。
- さくらももこ - 大滝のファンで「ちびまる子ちゃん」のアニメが再開されるに当たりテーマソングを依頼。作られたのが渡辺満里奈の「うれしい予感」である。（宮永正隆の項に詳しい）

## 家族・姻戚
娘婿は音楽プロデューサー・音楽評論家でバート・バカラック研究家の坂口修。

## 参考資料
- 『増補改訂版 All About Niagara』白夜書房、2005年12月
- 各アルバムのライナー・ノーツ

## 出演

### ラジオ
- ゴー・ゴー・ナイアガラ（ラジオ関東【現・ラジオ日本】：1975年6月23日 ‐ 1978年9月25日 ／ TBSラジオ：1979年10月14日 ‐ 1980年4月6日・1981年10月10日 ‐ 1983年3月29日） ‐ ラジオ日本の開局60周年記念特番として、2018年12月23日 ‐ 2019年3月31日までの全13回、同番組のセレクションが毎週日曜深夜25時00分に再放送された。
- ニューミュージックフォーラム（1981年4月 ‐ 1982年9月、FM大阪制作JFN系）日曜日 13:00～13:55
  - 番組自体は以前より女性パーソナリティが担当していたが、1981年4月から大瀧が担当することになり、アシスタントは西岡幸子が務めた。番組内の一コーナーとして、大瀧とゆかりのあるゲストと対談する「大滝詠一のスピーチ・バルーン」があったが、別録音のためアシスタントは加わっていない。この当時レコードのクレジットに大滝詠一を使用していたこともあり、タイトルも大瀧ではなく大滝となっていた。
- オールナイトニッポンDX（1997年11月28日 、ニッポン放送）金曜日 19:00～21:00
  - 「イーチ・大滝のオールナイトニッポンDX（デラックス） ゴーゴー隅田川」という番組タイトルで、週替わりの金曜パーソナリティとして一日のみ担当。番組進行は放送当時ニッポン放送のアナウンサーだった桜庭亮平が務めた。
- 大瀧詠一のスピーチ・バルーン（2001年10月6日 ‐ 2002年、BSデジタルラジオ LFX488）土曜日 21:00～22:00
  - 20年前に放送された番組「ニューミュージックフォーラム」内の一コーナーとしてあった「大滝詠一のスピーチ・バルーン」を発展的に独立させたもの。
- サンデー ズバリ！ラジオ 大瀧詠一のスピーチ・バルーン（2012年1月15日 ‐ 、ニッポン放送）日曜日 19:30～20:30
  - BSデジタルラジオで放送されていた「大瀧詠一のスピーチ・バルーン」を再編集したもの。
- 新春放談（1984年 ‐ 2011年）
  - 1月の第一週と二週に放送される山下達郎とのトークコーナー。NHK-FM「山下達郎のサウンドストリート」でスタートしたのを皮切りに、山下降板後は佐野元春や萩原健太の番組を間借りして続けられ、JFN系の「プレミアム3」を経て、「山下達郎のサンデーソングブック」まで続けられたが、2012年は諸事情のため放送されず、一旦幕が下ろされた。そして、2013年12月30日の大瀧の他界により、四半世紀に渡った山下との放談は完全に幕を閉じた。大瀧が表舞台を去り、自身のアルバムのリマスターに徹する半隠居生活になって以降、唯一のラジオ出演であったため、これを聞かなければ、近況や一年何をして過ごしていたか等、大瀧の動向を知ることはできなかった。
- 大瀧詠一のアメリカン・ポップス伝（NHK-FM、第1期 2012年3月27日 ‐ 3月31日、第2期 2012年8月28日 ‐ 9月1日、第3期 2013年3月26日 ‐ 3月30日、第4期 2012年8月13日 ‐ 3月17日）放送時間はいずれも0:00～0:50

### 映画
- 僕は天使ぢゃないよ（脚本、監督：あがた森魚）（1974年）

## 監修ビデオ・DVD
- 『クレージーキャッツ・デラックス』東宝、1984年。DVD化、2005年。

## 受賞
- 第23回日本レコード大賞（1981年） - ベスト・アルバム賞『A LONG VACATION』
- 第56回日本レコード大賞（2014年） - 特別功労賞

## 書籍
- 『All about Niagara 1973-1979』八曜社、1982年1月。
- 『テレビの黄金時代』小林信彦編、キネマ旬報社、1983年5月。のち復刻版、1987年11月。 - クレージー・キャッツ本。谷啓、小林信彦、大瀧詠一による座談会も収録。
  - 同題名の小林信彦の著作『テレビの黄金時代』（文芸春秋、2002年10月。のち文春文庫、2005年11月。）は、別内容の書籍。
- 『いちど話してみたかった：小林信彦デラックストーク』情報センター出版局、1983年6月。 - 小林・大瀧の対談が収録。
- 『All About Niagara 1973-1979＋α』白夜書房、2001年3月。のち増補改訂版、2005年。
- 『小林旭読本：歌う大スターの伝説』小林信彦と共同責任編集、キネマ旬報社〈キネ旬ムック〉、2002年3月。
- 竹内義和、北野誠『聖戦 サイキック 15thアニバーサリー』文藝春秋、2003年8月。  - ゲスト参加。
- 『大瀧詠一：大瀧詠一と大滝詠一のソロ活動40年史』河出書房新社〈KAWADE夢ムック〉、2005年11月。のち増補新版、2012年。
- 山口隆『叱り叱られ』幻冬舎、2008年2月。 - 山口と大瀧の対談が収録。
- 『大滝詠一 Talks About Niagara コンプリート・エディション』ミュージック・マガジン〈レコード・コレクターズ別冊〉、2014年3月。
- 『大滝詠一読本 完全保存版 2017 EDITION』ステレオサウンド〈別冊ステレオサウンド〉、2017年3月。